# Daniel Pedro Minorelli
Daniel Pedro Minorelli (* 31. Juli 1984 in Amaragosta) ist ein brasilianischer Fußballspieler, der von 2010 bis 2012 in Deutschland bei der SpVgg Unterhaching unter Vertrag stand.

## Karriere
Daniel Pedro Minorelli spielte im Nachwuchs des FC Santos. 2004 wechselte er zum italienischen Verein Torino Calcio und spielte anschließend von 2005 bis 2010 bei den unterklassigen Klubs AC Martina, ASD Montalto Ivrea und AC Cuneo. Der brasilianische Mittelfeldspieler unterschrieb im Sommer 2010 bei der SpVgg Unterhaching aus der 3. Liga einen Vertrag bis Sommer 2012. Nach Ablauf der Vertragslaufzeit – in der Minorelli nur sechs Spiele für die Drittliga-Mannschaft Unterhachings bestritt – wurde der auslaufende Kontrakt nicht verlängert.